# Zlatý David
Zlatý David jsou výroční anticeny české hudební scény. Udělují se v pěti kategoriích, a to: "Zpěvák", "Zpěvačka", "Kapela", "Videoklip" a "Průšvih roku". Udělují se od roku 2011 a o vítězích rozhodují lidé pomocí hlasování na webu.

## Výsledky

### 2011
Slavnostní vyhlášení proběhlo v pražském klubu Druhé patro. Z vítězů se nikdo nedostavil.
- Zpěvák Petr Kotvald[1]
- Zpěvačka Sandra Rossová[1]
- Kapela MC Duro[1]
- Videoklip Hej Hej - Peter Hudlik[1]

### 2012
- Zpěvák Leo Beránek[2][3]
- Zpěvačka Dominika Myslivcová[2][3]
- Kapela Katka a Jindra[2][3]
- Videoklip Pat Crycheer - Praha Žije[2][3]
- Průšvih roku Daniel Landa jako Žito 44[2][3]

### 2013
- Zpěvák Pat Crycheer[4]
- Zpěvačka Marie Pojkarová[4]
- Kapela Nightpoison[4]
- Videoklip Marie Pojkarová & Bohuš Matuš[4]
- Průšvih roku Lucie Bílá coverující Smells Like Teen Spirit od Nirvany[4]

### 2014
Předávání se konalo v klubu NoD, 8. dubna 2015.
- Zpěvák Renato Salermo[5][7]
- Zpěvačka Ice Queen[5][7]
- Kapela Mads[5][7]
- Videoklip Ivana Gottová - Být stále mlád[5][7]
- Průšvih roku Céčkové české celebrity hrající si na DJe.